# بیماری بورس عفونی
بیماری بورس عفونی یا بیماری گامبورو، یک بیماری مسری در جوجه‌های جوان می‌باشد که توسط ویروس گامبورو در سنین ۴ تا ۶ هفتگی ایجاد می‌شود. این بیماری در سال ۱۹۶۲ در گامبورو در ایالت دلاویر ایالات متحده آمریکا کشف شد.
این بیماری از لحاظ اقتصادی در صنعت طیور به علت، کاهش مقاومت در برابر سایر بیماری‌ها و کاهش اثرات واکسیناسیون مهم می‌باشد. در سال‌های اخیر یک سویه بسیار بیماری‌زا از این ویروس باعث تلفات شدید و مرگ و میر در اروپا، آمریکا لاتین، جنوب شرق آسیا، آفریقا و خاورمیانه شده است.

## ویروس گامبورو
ویروس گامبورو از خانواده بیرناویریده است که دارای دو سروتیپ می‌باشد و سروتیپ ۱ این ویروس در طیور بیماری‌زا است. حداقل ۶ گروه مختلف آنتی‌ژنی این ویروس شناخته شده است که باعث مرگ و میر نزدیک به ۶۰ درصد می‌شود. این ویروس در مقابل حرارت بسیار مقاوم می‌باشد و به پی‌اچ اسیدی مقاوم اما به پی‌اچ قلیایی حساس است و بنابراین با سود سوزآور ۴ درصد از بین می‌رود.

## بیماری‌زایی
بورس فابریسیوس که نخستین ارگان درگیر در گسترش سیستم ایمنی طیور است، مهم‌ترین هدف ویروس می‌باشد. شدت بروز نشانه‌ها و همچنین ضایعات در این بیماری به شدت ویروس موجود در مزرعه، نوع پرنده، سن و همچنین وضعیت ایمنی پرندگان درگیر بستگی دارد.
بیماری با بزرگ‌ترین اندازه بورس که در سن ۳ تا ۶ هفتگی می‌باشد، همراه است. پرندگان ۲ تا ۸ هفته که بیش‌ترین فعالیت بورس را دارند، مستعد ابتلا به بیماری می‌باشند؛ بنابراین در سنین کمتر از ۳ هفتگی چون اندازه بورس کوچک می‌باشد، علایم بیماری تحت بالینی است.

## نشانه‌ها
عدم تحرک، افسردگی، پژمردگی و اسهال خونی از نشانه‌های بیماری است. در کالبدگشایی، لاشه پرخون، چینه‌دان خالی، بورس بزرگ و به رنگ نارنجی و قرمز و حاوی چرک است.

## نگارخانه

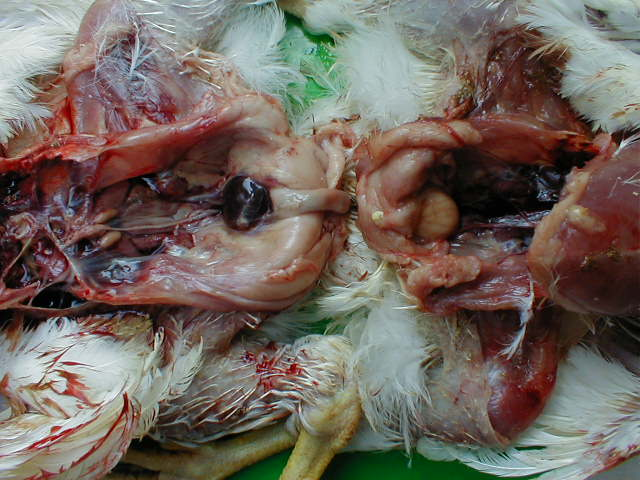
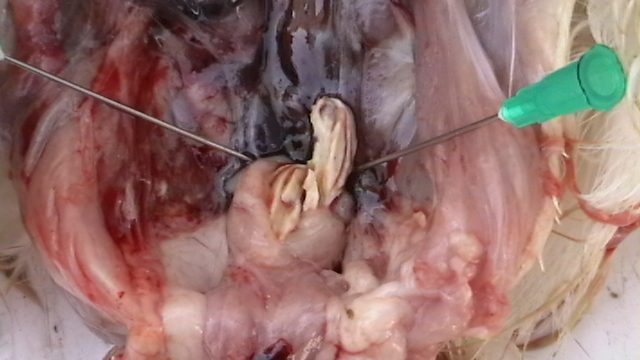
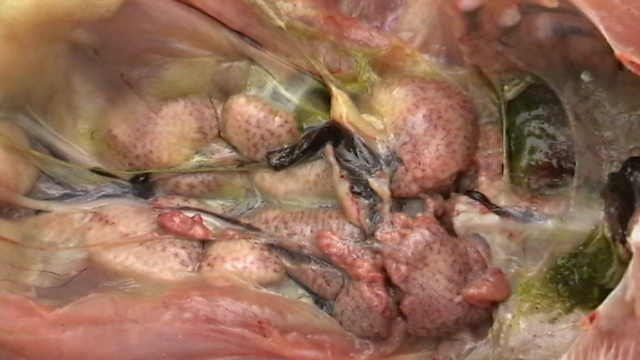
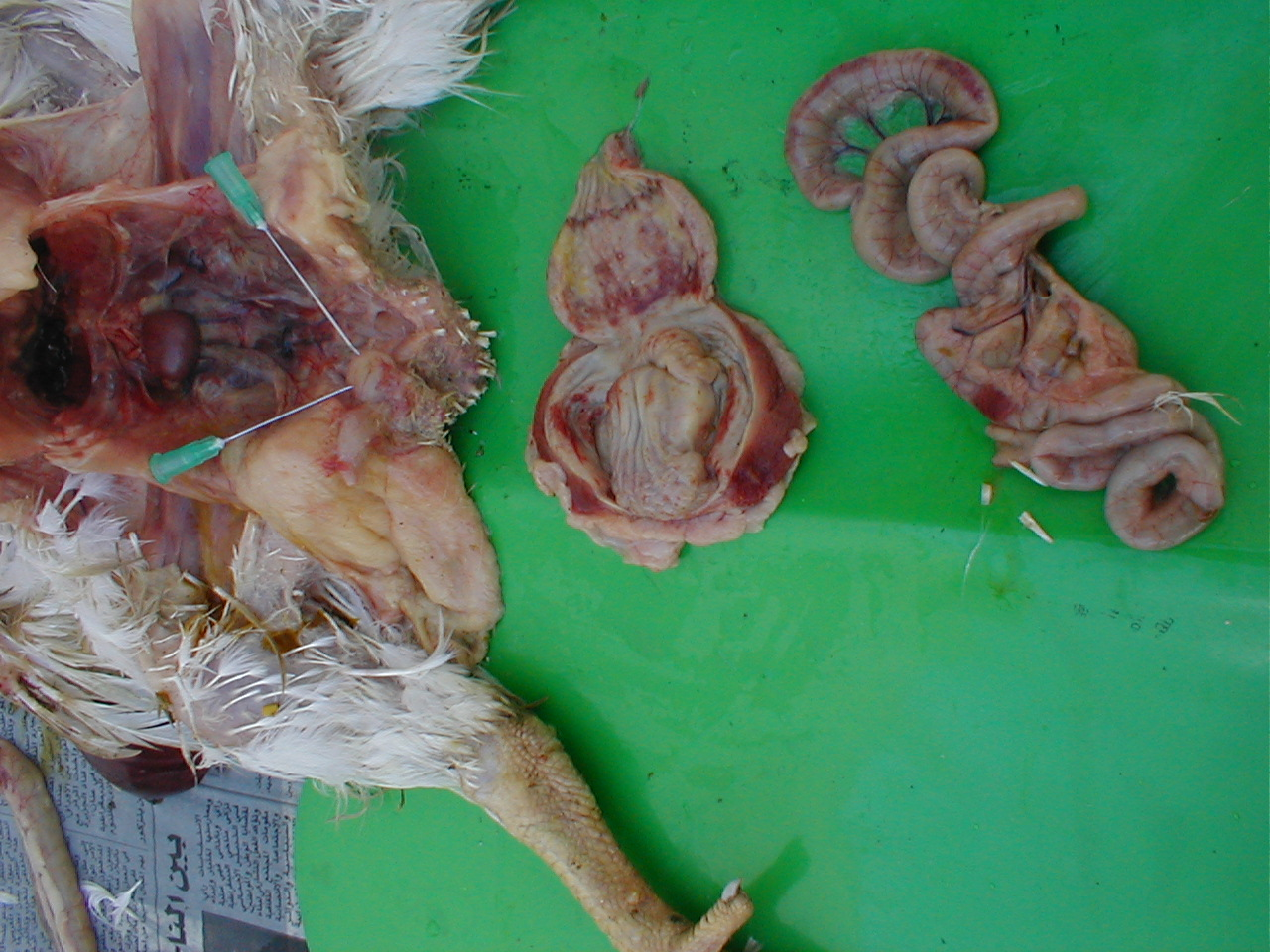

## پیش‌گیری
- ضدعفونی مرغ‌داری
  - رعایت امنیت زیستی
  - استفاده از حشره‌کش‌ها
  - واکسیناسیون[۳]